# Операция «Несокрушимая свобода»
Операция «Несокрушимая свобода» (англ. Operation Enduring Freedom (OEF)) — официальное название всех военных мероприятий США в ответ на террористические акты 11 сентября 2001 года. Первоначально носила название «Бесконечное правосудие» (Infinite Justice), которое было впоследствии изменено в связи с тем, что потенциально являлось оскорбительным для мусульман (определение «бесконечное правосудие» может относиться только к Аллаху).
Операция разделяется на подоперации:
- Операция «Несокрушимая свобода» — Афганистан (Operation Enduring Freedom — Afghanistan; OEF-A)
- Операция «Несокрушимая свобода» — Филиппины (Operation Enduring Freedom — Philippines; OEF-P)
- Операция «Несокрушимая свобода» — Африканский рог (Operation Enduring Freedom — Horn of Africa; OEF-HOA)
- Операция «Несокрушимая свобода» — Сахара (Operation Enduring Freedom — Trans Sahara; OEF-TS)
- Операция «Несокрушимая свобода» — Панкисское ущелье (Operation Enduring Freedom — Pankisi Gorge)

Название «Несокрушимая свобода» обычно используется в отношении военной операции в Афганистане. Прочие операции относятся к OEF скорее формально, но все они сконцентрированы на антитеррористической деятельности.
По официальным данным правительства США, только в период до 31 марта 2018 года расходы США на операцию «Несокрушимая свобода» составили 584,3 млрд. долларов США.